# 右傾 (政黨聯盟)
右傾（希伯來語：ימינה）是以色列的一個由右翼和極右翼政黨所組建的選舉聯盟，原本包含新右派和右翼政黨聯盟的成員。該聯盟是在2019年9月以色列議會選舉之前創建的；三方同意合作，以免在高選舉門檻上分散選票。目前只有新右派一個政黨。

## 背景
2019年7月21日，納夫塔利·貝內特在2019年4月的以色列議會選舉中失敗後，他決定將該該黨的領導權全交給阿耶萊特·沙凱德。在她的致辭中，沙凱德宣布她將尋求與右翼政黨聯盟（URWP）和其他右翼政黨團結起來。
第二天，新右派與右翼政黨聯盟展開了談判。談判最初停滯不前，因為右翼政黨聯盟領導人拉菲·佩雷茨不願意將沙凱德列為名單首位，並且在三方政黨中的每一方在名單中的分配也有分歧。談判中出現的另一個問題是，前右翼政黨聯盟成員猶太力量是否應該被列入聯合名單當中。
在談判中還有一個插曲是以色列總理內塔尼亞胡的妻子薩拉·內塔尼亞胡的錄音，在錄音中，薩拉·內塔尼亞胡試圖說服拉菲·佩雷茨的妻子米哈爾·佩雷茨，要拉菲·佩雷茨不放棄他的名單首位；雖然之後確認總理本人也有參與（儘管他否認），但這嘗試最終沒有成功。
2019年7月29日，右翼政黨聯盟和新右派同意組建聯合名單，而新右派的阿耶萊特·沙凱德將領導聯合名單。作為協議的一部分，他們將統一支持在內塔尼亞胡下建立一個右翼政府。
2019年9月以色列議會選舉，右傾取得7席，在籌組政府期間，新右派和右翼政黨聯盟分為兩個黨團評判，10月10日，右傾解散。不過今次政府的籌組仍然以失敗告終，以色列需要進行第3次選舉，於是右傾重組。
2020年以色列議會選舉，右傾取得6席。反對派領袖甘茨以應對疫情為由，與內塔尼亞胡合組政府。此時右傾的領袖納夫塔利·貝內特因為不滿新政府推遲司法改革，決定不加入政府，但是在決定的前一天，猶太人家園退出右傾聯盟，加入新政府。
2021年1月，民族聯盟-重生改名做「宗教錫安主義者黨」，跟著離開右傾，並且與其他極右翼政黨合組聯盟參選2021年以色列議會選舉，右傾剩下新右派一個政黨。而早前退出聯盟的猶太人家園宣佈不參選，並支持右傾。右傾最後取得7席，經過一連串籌組政府的談判之後，貝內特力排眾議，選擇與反內塔尼亞胡的「變革集團」合作。右傾與「變革集團」協議，貝內特會出任2年的總理，未來黨的主席拉皮德在這時候會擔任外交部長，兩年之後，兩人會調換位置，但黨內對要與在以巴問題偏鴿派和世俗主義的政黨合作有微言，得知協議後，已經有1個議員表明不會加入，最後在議會授權內閣的投票中只是僅僅以60票通過。
2022年6月，執政聯盟在數次推動立法失敗後，貝內特和拉皮德提出解散議會，貝內特並辭去總理一職，由拉皮德繼任，並同時退出政壇。右傾的主席則由阿耶萊特·沙凱德接任。7月27日，右傾與原本加入新希望的Derekh Eretz合組「錫安主義精神」聯盟，參選2022年以色列議會選舉。不過到了9月，聯盟就已經瓦解，起因是雙方對籌組政府的立場有分歧，沙凱德方面認為如果在選舉後非內塔尼亞胡陣營未能組成政府，那麼錫安主義精神聯盟就可能要給予「一點機會」內塔尼亞胡陣營，讓利庫德集團籌組政府，以免以色列需要再次大選，而Derekh Eretz則反對給予內塔尼亞胡重返執政的機會。 隨後右傾與舊東家猶太人家園復合，合組名單參選。

## 組成政黨
| 政黨 | 政黨   | 意識形態                   | 政治立場 | 現有議員 |
| ---- | ------ | -------------------------- | -------- | -------- |
|      | 新右派 | 經濟自由主義 世俗 錫安主義 | 右翼     | 7 / 120  |

## 前成員
| 政黨 | 政黨             | 意識形態     | 政治立場       | 現有議員 |
| ---- | ---------------- | ------------ | -------------- | -------- |
|      | 犹太人家园       | 宗教錫安主义 | 右翼 至 極右翼 | 0 / 120  |
|      | 宗教錫安主義者黨 | 宗教錫安主义 | 極右翼         | 6 / 120  |

## 選舉表現
| 選舉      | 黨領袖          | 得票    | 得票率（%） | 席次    | +/- | 執政     |
| --------- | --------------- | ------- | ----------- | ------- | --- | -------- |
| 2019年9月 | 阿耶萊特·沙凱德 | 260,655 | 5.87        | 7 / 120 | ▲ 1 | 提前選舉 |
| 2020年    | 納夫塔利·貝內特 | 240,162 | 5.25        | 6 / 120 | ▼ 1 |          |
| 2021年    | 納夫塔利·貝內特 |         |             | 7 / 120 | ▲ 1 |          |

## 來源
1. ↑  . www.jpost.com.   [2019-08-04]. （原始内容存档于2019-08-04）.
2. ↑  Magid, Jacob. . www.timesofisrael.com.   [2019-08-04]. （原始内容存档于2019-07-21） （美国英语）.
3. ↑  staff, T. O. I. . www.timesofisrael.com.   [2019-08-04]. （原始内容存档于2019-07-30） （美国英语）.
4. ↑  [www.inn.co.il/news/576945 ] 请检查|url=值 (帮助). Arutz Sheva. 2022-09-11.